# Tetrastigma petelotii
Tetrastigma petelotii är en vinväxtart som beskrevs av François Gagnepain. Tetrastigma petelotii ingår i släktet Tetrastigma och familjen vinväxter. Inga underarter finns listade i Catalogue of Life.